# Notophryxus ocellatus
Notophryxus ocellatus là một loài chân đều trong họ Dajidae. Loài này được Shimomura & Ohtsuka miêu tả khoa học năm 2011.